# Sfendj
Le  sfendj, ou sfenj (de l'arabe إسفنج sfenj, qui signifie « éponge »), est un beignet d'origine maghrebine. Selon les régions, il peut avoir différents noms. C'est un beignet à base de pâte levée, de type pâte à pain, faite de farine ou de semoule très fine, longuement pétrie, ce qui lui donne cet aspect d'éponge à la cuisson.

## Appellations
En Algérie, le mets est appelé khfaf, ftayr (ftaïer), ou sfendj.
Il est appelé lexfaf (lekhfaf) en Kabylie.
En Libye il est appelé sfinz (سفنز).

## Présentation
Originaire d'Al-Andalous, le sfendj serait arrivé au Maghreb avant la Reconquista. 

## Préparation

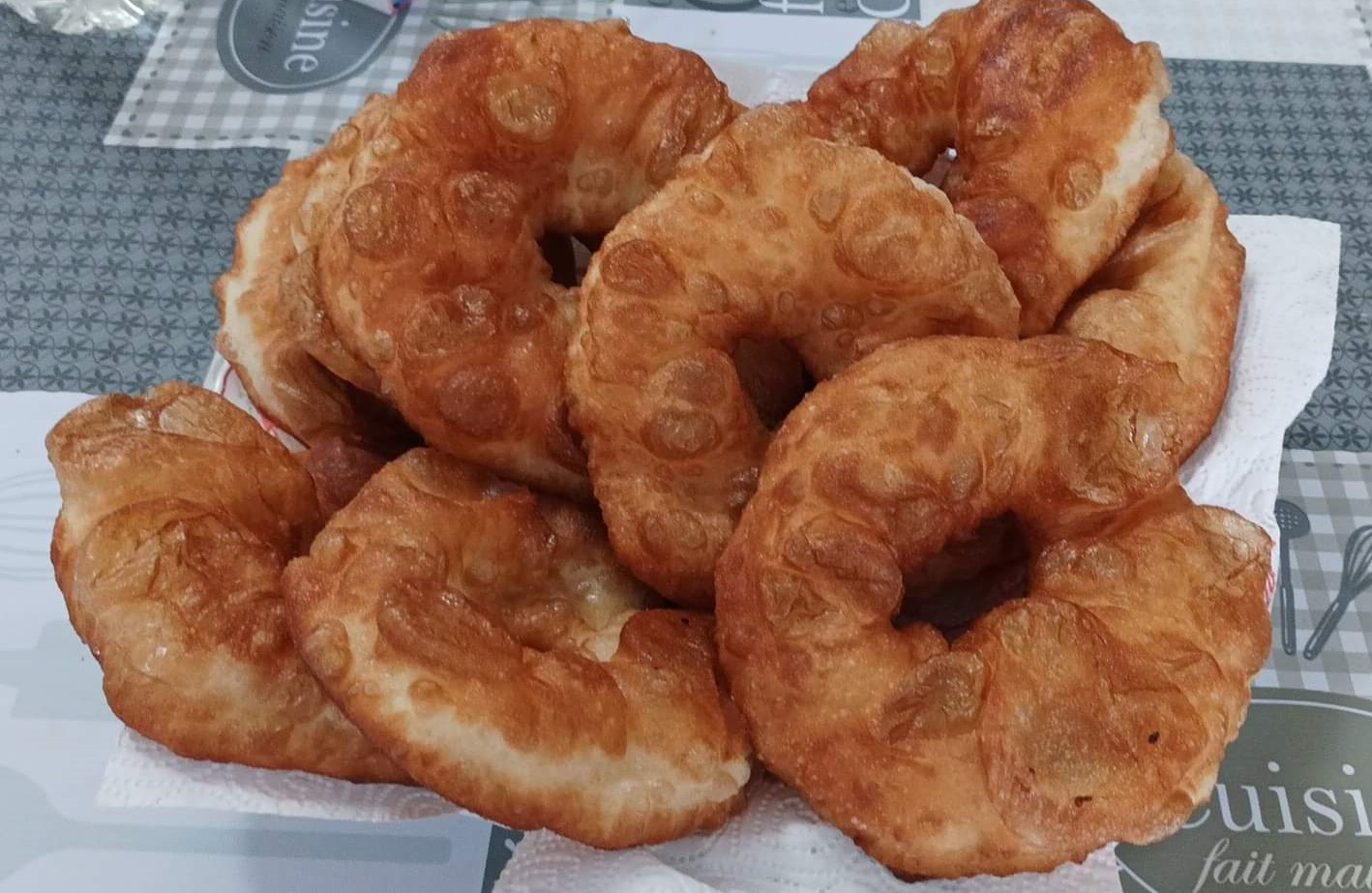
Sfenj, de l'Ouest algérien.

Le mélange semoule-farine apporte plus de légèreté dans la préparation du sfenj.
Chaque région possède son sfendj ; le plus souvent, leur forme est ronde mais on peut en voir d'autres formes.
Ils se mangent saupoudrés de sucre ou trempés dans le miel, confiture ou chamia, qalb el louze (Algérie) ou de sellou (Maroc) mais aussi nature ou salés.